# Trevor Dunn
Trevor Dunn (ur. 30 stycznia 1968) – amerykański basista. Gra zarówno na gitarze elektrycznej, jak i na kontrabasie. Współzałożyciel zespołów Mr. Bungle, Secret Chiefs 3 i Fantômas, aktywny w wielu projektach reprezentujących różne style muzyczne: jazz, rock, muzyka klasyczna, muzyka filmowa i metal alternatywny. Współpracuje często z Johnem Zornem i Mikiem Pattonem.

## Dyskografia

### Jako lider
- Philipp Greenlief/Trevor Dunn (z Philippem Greenliefem, Evander, 1996)
- Debutantes & Centipedes (jako Trevor Dunn's Trio-Convulsion, Buzz, 1998)
- Sister Phantom Owl Fish (jako Trevor Dunn's Trio-Convulsion, Ipecac, 2004)
- At Blim (z Shelley Burgon i Brettem Larnerem, Audiobot, 2005)
- Shelley Burgon & Trevor Dunn (z Shelley Burgon, nakład własny, 2006)
- Baltimore (z Shelley Burgon, Skirl Records, 2006)
- Four Films (Tzadik, 2008)
- White with Foam (jako MadLove, Ipecac, 2009)

### Melvins
- Houdini Live: A Live History of Gluttony and Lust (Ipecac, 2006)
- Freak Puke (Ipecac, 2012)

### John Zorn
- The Gift (Tzadik, 2002)
- Cobra: Zorn's Game Pieces Vol. 2 (Tzadik, 2002)
- Filmworks XII: Three Documentaries (Tzadik, 2002)
- Filmworks XIII: Invitation to a Suicide (Tzadik, 2002)
- Filmworks XIV: Hiding and Seeking (Tzadik, 2003)
- Electric Masada: 50th Birthday Celebration Volume 4 (Tzadik, 2004)
- Electric Masada: At the Mountains of Madness (Tzadik, 2005)
- Six Litanies for Heliobabalus (Tzadik, 2005)
- Moonchild - Songs without Words (Tzadik, 2006)
- Astronome (Tzadik, 2006)
- Marc Ribot: Asmodeus: Book of Angels Volume 7 (Tzadik, 2007)
- Dreamers (Tzadik, 2008)
- The Crucible (Tzadik, 2008)
- O'o (Tzadik, 2009)
- The Dreamers: Ipos: Book of Angels Volume 14 (Tzadik, 2010)
- The Goddess (Tzadik, 2010)
- Filmworks XXIV: The Nobel Prize Winner (Tzadik, 2010)
- Ipsissimus (Tzadik, 2010)
- Enigmata (Tzadik, 2011)
- Nova Express (Tzadik, 2011)
- Interzone (Tzadik, 2011)
- A Dreamers Christmas (Tzadik, 2011)
- At the Gates of Paradise (Tzadik, 2011)
- Templars: In Sacred Blood (Tzadik, 2012)

### Inne (wybrane)
- Jon Hassell and Bluescreen: Dressing for Pleasure (Warner Bros., 1993)
- Secret Chiefs 3: First Grand Constitution and Bylaws (Amarillo, 1996)
- Ben Goldberg Trio: Here by Now (Music & Arts, 1997)
- Ben Goldberg Sextet: Twelve Minor (Avant, 1998)
- Ben Goldberg: Eight Phrases for Jefferson Rubin (Victo, 1998)
- Goldberg / Schott / Dunn: Almost Never (Nuscope Records, 2000)
- Erik Friedlander: Grains of Paradise (Tzadik, 2001)
- Billy Martin: Starlings (Tzadik, 2007)
- Jamie Saft: Black Shabbis (Tzadik, 2009)
- Erik Friedlander: 50 Miniatures for Improvising Quintet (Skipstone Records, 2010)
- Erik Friedlander: Bonebridge (Skipstone Records, 2011)